# Ricardo Pavoni
Ricardo Elbio Pavoni Cúneo (Montevideo, 8 de julio de 1943) es un exfutbolista uruguayo que jugaba como lateral izquierdo. Su primer equipo fue el Club Atlético Defensor de Uruguay, aunque sus mayores logros los obtuvo en el Club Atlético Independiente de Argentina, donde es considerado una de las máximas figuras de la historia del club.

## Trayectoria
Pavoni debutó en el Club Atlético Defensor de Montevideo, Uruguay; pero a los veintiún años llegó al Club Atlético Independiente de Avellaneda, Argentina, logrando ser una de las mayores glorias del club. Se incorporó a la institución para suplir a Tomás Rolan, que había sufrido una grave lesión. Debutó con Independiente el 24 de marzo de 1965, en un partido de la Copa Libertadores que enfrentó a su equipo con Boca Juniors y que venció por 2 a 0. 
Es el segundo jugador con más Copas Libertadores de la historia, con cinco títulos, solo por detrás de su antiguo compañero Francisco Sá.
Tras su retiro emotivo, pasó a entrenar equipos juveniles en el Club Atlético Independiente. Además, ha dirigido varias veces al primer equipo en la primera división de Argentina tras el cese de algún entrenador.
El 12 de noviembre de 2016, en La Botica del Ángel —reducto cultural legado por Eduardo Bergara Leumann—, recibió distinción a la trayectoria del Centro de Estudios y Difusión de la Cultura Popular Argentina (CEDICUPO) de manos del presidente de dicho organismo, José Valle.

## Selección nacional
Fue internacional con la selección de fútbol de Uruguay, con la que disputó trece encuentros entre 1962 y 1974, marcando dos goles. Jugó la Copa Mundial de Fútbol de 1974 disputada en la República Federal Alemana, donde anotó contra Bulgaria.(anotó el único gol de Uruguay en todo el torneo).

### Participaciones en Copas del Mundo
| Mundial              | Sede                | Resultado    | Partidos | Goles |
| -------------------- | ------------------- | ------------ | -------- | ----- |
| Copa Mundial de 1974 | Alemania Occidental | Primera fase | 3        | 1     |

## Estadísticas
Datos actualizados al fin de la carrera deportiva.
| Independiente Argentina | 1.ª           | 1965          | 24  | 0  | - | - | 5  | 0 | 29  | 0  |
| Independiente Argentina | 1.ª           | 1966          | 36  | 0  | - | - | 7  | 0 | 43  | 0  |
| Independiente Argentina | 1.ª           | M-1967        | 23  | 0  | - | - | -  | - | 23  | 0  |
| Independiente Argentina | 1.ª           | N-1967        | 15  | 1  | - | - | -  | - | 15  | 1  |
| Independiente Argentina | 1.ª           | M-1968        | 22  | 1  | - | - | 11 | 1 | 33  | 1  |
| Independiente Argentina | 1.ª           | N-1968        | 12  | 1  | - | - | -  | - | 12  | 1  |
| Independiente Argentina | 1.ª           | M-1969        | 18  | 0  | 4 | 1 | -  | - | 22  | 1  |
| Independiente Argentina | 1.ª           | N-1969        | 17  | 1  | - | - | -  | - | 17  | 1  |
| Independiente Argentina | 1.ª           | M-1970        | 20  | 1  | 2 | 1 | -  | - | 22  | 2  |
| Independiente Argentina | 1.ª           | N-1970        | 15  | 0  | - | - | -  | - | 15  | 0  |
| Independiente Argentina | 1.ª           | M-1971        | 34  | 1  | - | - | -  | - | 11  | 0  |
| Independiente Argentina | 1.ª           | N-1971        | 12  | 6  | - | - | -  | - | 12  | 6  |
| Independiente Argentina | 1.ª           | M-1972        | 20  | 7  | - | - | 12 | 1 | 32  | 8  |
| Independiente Argentina | 1.ª           | N-1972        | 8   | 3  | - | - | 2  | 0 | 10  | 3  |
| Independiente Argentina | 1.ª           | M-1973        | 21  | 8  | - | - | 9  | 1 | 30  | 9  |
| Independiente Argentina | 1.ª           | N-1973        | 11  | 3  | - | - | 1  | 0 | 12  | 3  |
| Independiente Argentina | 1.ª           | M-1974        | 16  | 7  | - | - | -  | - | 16  | 7  |
| Independiente Argentina | 1.ª           | N-1974        | 24  | 8  | - | - | 11 | 1 | 36  | 9  |
| Independiente Argentina | 1.ª           | M-1975        | 26  | 3  | - | - | 7  | 2 | 33  | 5  |
| Independiente Argentina | 1.ª           | N-1975        | 12  | 2  | - | - | -  | - | 12  | 2  |
| Independiente Argentina | 1.ª           | M-1976        | 24  | 3  | - | - | 7  | 0 | 31  | 3  |
| Independiente Argentina | 1.ª           | N-1976        | 13  | 1  | - | - | -  | - | 13  | 1  |
| Independiente Argentina | Total club    | Total club    | 423 | 57 | 6 | 2 | 72 | 6 | 501 | 65 |
| Total carrera | Total carrera | Total carrera | 423 | 57 | 6 | 2 | 72 | 6 | 501 | 65 |
| (1) Incluye datos de la Copa Argentina (1969, 1970). (2) Incluye datos de la Copa Libertadores (1965, 1966, 1968, 1972, 1973, 1974, 1975, 1976); Copa Intercontinental (1965, 1972, 1973, 1974); Copa Interamericana (1972, 1974, 1975). (3) No incluye goles en partidos amistosos. |               |               |     |    |   |   |    |   |     |    |

## Palmarés

### Campeonatos nacionales

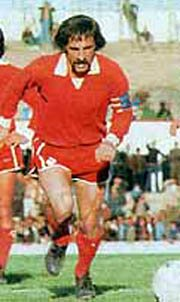
El Chivo Pavoni es uno de los jugadores que más ganó con Independiente, y uno de los que más partidos jugó.

| Título           | Equipo        | País      | Año    |
| ---------------- | ------------- | --------- | ------ |
| Primera División | Independiente | Argentina | N-1967 |
| Primera División | Independiente | Argentina | M-1970 |
| Primera División | Independiente | Argentina | M-1971 |

### Copas internacionales
| Título                | Equipo        | Sede       | Año  |
| --------------------- | ------------- | ---------- | ---- |
| Copa Libertadores     | Independiente | Santiago   | 1965 |
| Copa Libertadores     | Independiente | Avellaneda | 1972 |
| Copa Libertadores     | Independiente | Montevideo | 1973 |
| Copa Interamericana   | Independiente | Avellaneda | 1973 |
| Copa Intercontinental | Independiente | Roma       | 1973 |
| Copa Libertadores     | Independiente | Santiago   | 1974 |
| Copa Interamericana   | Independiente | Guatemala  | 1974 |
| Copa Libertadores     | Independiente | Asunción   | 1975 |
| Copa Interamericana   | Independiente | Caracas    | 1976 |